# إيدا بول
إيدا بول (بالنرويجية: Ida Bull)‏ (و. 1948  م) هي مؤرخة، وبروفيسورة نرويجية، هي عضوةٌ في الجمعية الملكية النرويجية للعلوم والآداب.